# بابلو غارنييه
بابلو غارنييه (بالإسبانية: Pablo Garnier)‏ (22 فبراير 1981 بسان سلفادور دي خوخوي في الأرجنتين - ) هو لاعب كرة قدم أرجنتيني في مركز الوسط. لعب مع أتليتيكو توكومان وأرسنال ساراندي وخميناسيا خوخوي وديفنسا خوستيكا وكيلمس ونادي أتليتيكو كولون ونادي ليبرتاد.

## وصلات خارجية
- بابلو غارنييه على موقع قاعدة بيانات كرة القدم.إي يو (الإنجليزية)